# Karl Bergfeld
Karl Christian Cäsar Bergfeld (* 23. Mai 1811 in Weimar; † 19. April 1896 ebenda) war ein deutscher Beamter und Politiker.

## Leben
Bergfeld war der Sohn des Hoftheaterkassierers Johann Georg Hector Bergfeld und dessen Ehefrau Clara Ortelli. Bergfeld, der evangelisch-lutherischer Konfession war, heiratete am 7. Mai 1840 in Eisenach Luise Friederike Theyson (* 1. Juni 1815 in Eisenach; † 3. Juli 1874 in Weimar), die Tochter des Handelsherren Ernst Conrad Ludwig Theyson.
Bergfeld erhielt zunächst Hausunterricht und besuchte dann die Kandidatenschule und ab der Tertia das Gymnasium in Weimar. 1830 bis 1834 studierte er Rechtswissenschaften in Jena und wurde 1834 Aktuar beim Kriminalgericht Weimar. Im Herbst 1834 wechselte er zum Justizamt Blankenhain. Ab 1835  arbeitete er bei der Landesdirektion Steuern in Weimar, bevor er 1837 Sekretär bei der Oberpostkommission in Eisenach und 1839 Sekretär der Thurn und Taxis´schen Postdirektion in Frankfurt am Main wurde. Ab 1841 war er Kammerrat in Weimar und wurde dort 1848 vortragender Rat (Staatsrat) beim Finanzdepartement. 1849 wurde er Direktor des Finanzdepartements von Sachsen-Weimar-Eisenach und Stellvertreter des Departementchefs. 1869 wurde er zusätzlich Vorsitzender der Postimmediatkommission und 1870 auch Direktor des Vorstandes der Deutschen Lebensversicherungsbank Gotha. Am 1. Januar 1883 trat er in den Ruhestand. Er war auch als Thüringer Landes- und Lokalhistoriker tätig. 

## Politik
1850 war er Mitglied des Volkshauses des Erfurter Unionsparlaments. 1862 bis 1867 war er für den Wahlkreis der Höchstbesteuerten des I. Verwaltungsbezirks (Weimar) Mitglied im Landtag von Sachsen-Weimar-Eisenach.

## Auszeichnungen
1878 wurde er Geheimer Staatsrat und 1882 Geheimer Rat. Er war Ritter 1. Klasse des Großherzoglich sächsischen Hausordens der Wachsamkeit oder vom weißen Falken. 1857 wurde er Komtur, und 1873 erhielt er den Stern dazu.